# 1044 Teutonia
Teutonia (asteróide 1044) é um asteróide da cintura principal com um diâmetro de 15,2 quilómetros, a 2,2028872 UA. Possui uma excentricidade de 0,1444862 e um período orbital de 1 509,17 dias (4,13 anos).
Teutonia tem uma velocidade orbital média de 18,56137397 km/s e uma inclinação de 4,26231º.
Esse asteróide foi descoberto em 10 de Maio de 1924 por Karl Reinmuth.
Seu nome é uma referência aos Teutões, povo germânico que habitava a Europa.